# Patrick Le Seyec
Patrick Le Seyec, né en décembre 1950 à Saint-Doulchard (Cher), est un dirigeant français de football et ancien chef d'entreprise.

## Biographie

### Profession
S'il est né dans le Cher en 1950, son nom de famille trahit ses racines bretonnes. Ses parents sont en effet originaires de Guern et de Melrand, deux petits villages du Morbihan. C'est pour fuir la guerre que la famille a trouvé refuge à Bourges.
Passionné depuis toujours par l'aviation, l'enfant de Saint-Doulchard débute dans le monde du travail en tant que technicien à Air Inter à Orly. Mais à 23 ans, sa carrière change radicalement de cap quand il rencontre sa future femme : « La famille Pain possédait une très grosse société de transport à Bourges que j'ai finalement intégrée. Mais je ne connaissais rien dans le camion. Je suis retourné à l'école pour passer l'examen obligatoire de transporteur. Je me suis alors pris au jeu et j'ai suivi pendant deux ans les cours de l'Institut français de gestion à Paris ».
En 1979, Patrick a l'occasion de voler de ses propres ailes et se pose à Vénissieux près de Lyon, où il démarre comme transporteur indépendant avec six camions. « C'est lors d'une réunion professionnelle que j'ai appris que se créait un réseau national et que plusieurs départements étaient libres, parmi lesquels l'Indre. J'ai alors créé une unité de transport en 1981 à Châteauroux ». Les débuts castelroussins sont néanmoins difficiles. Il faut jouer des coudes pour se faire une place dans le milieu. Mais la croissance est en route après le rachat de l'entreprise Malissard et une implantation dans un bâtiment neuf à Cap Sud à Saint-Maur en 1985. De nouvelles acquisitions dans la Nièvre dans les années 1990 et la reprise de l'entreprise Pain après son dépôt de bilan en 1994 finissent par asseoir l'empire Le Seyec, fort de 500 camions dès le début des années 2000.
Patrick est officiellement à la retraite depuis le 31 décembre 2011, ce qui ne l'empêche pas de passer régulièrement sur la zone des Danjons à Bourges prendre un café au siège du groupe désormais présidé par Caroline Robert, son bras droit pendant dix-sept ans, où ses enfants, Gaëlle et Nicolas, marchent dans ses pas.

### Le sport

#### Dirigeant de La Berrichonne (1987-2013)
Son aventure avec La Berrichonne de Châteauroux débute en 1987 quand le club, alors en Division 3, compte ses partenaires sur les doigts d'une main. « J'avais toujours aimé l'ambiance du football quand le FC Bourges était en D2 et puis j'ai joué à Saint-Doulchard, à l'armée et en corpo pour garder la forme ». À l'arrivée du tandem Denisot-Trotignon, il devient actionnaire du club, avant de se voir confier la responsabilité du centre de formation après le départ de Jean-François Mayet, futur maire de Châteauroux. « J'ai tout de suite été intéressé, sauf que personne n'avait anticipé le départ du responsable de la structure, Roger Fleury. Je suis alors allé chercher André Guesdon ». Et, pour son baptême du feu, Patrick Le Seyec essuie une visite cinglante de la Direction technique nationale de football emmenée par Jean-François Jodard et un certain Raymond Domenech. « Le centre n'en était qu'à ses balbutiements entre Blanche de Fontarce et le CFA des métiers. Et Domenech avait été très clair : ou on faisait les choses dans les normes ou la DTN nous retirait notre agrément. De là, est sorti le projet du centre d'entraînement de la Tremblère dans les années 2000, parallèlement à la venue de Frédéric Zago pour s'occuper des jeunes ».
Au départ de Patrick Trotignon pour Évian Thonon Gaillard en octobre 2008, Le Seyec est nommé co-président avec Daniel Baujean. Un fauteuil pour deux qui ne sied a personne. Il prend finalement, seul, la présidence en février 2009 quand le club est relégable et recrute l'enfant du pays, Dominique Bijotat, pour prendre les rênes de l'équipe qui sauve sa tête en Ligue 2 à la dernière journée face à l'AC Ajaccio devant 10 000 spectateurs au stade Gaston-Petit. Il fait venir plus tard sur le banc, Jean-Pierre Papin, ancienne star du football français. Cinq cents personnes assistent au premier entraînement dirigé par JPP. Le dénouement est, là encore, particulièrement angoissant, puisque la Berri se maintient à l'ultime journée face au RC Strasbourg : « Jean-Pierre, ce n'était pas n'importe qui, une légende du foot, un garçon attachant. Avec nous, il a repris goût au banc. Il a conservé une grosse place pour Châteauroux dans son cœur »,.
Fin 2013, Patrick Le Seyec, président de la Berrichonne football depuis cinq ans, annonce qu’il ne briguera pas un nouveau mandat lors des élections de fin d'année. « Dans une période où il faut que le président de la Berrichonne soit opérationnel à 100 %, je ressens de la fatigue et j'ai des petits soucis de santé qui m'obligent à faire un choix ». Déjà, à la fin de la saison précédente, l'ancien PDG des transports Le Seyec signale au conseil d'administration qu'il faut penser à sa succession. « J'ai cru pouvoir tenir physiquement mais je veux préserver ma santé », poursuit celui qui est sponsor de la Berrichonne depuis 1987.

#### Sportif dans l'âme
À la retraite, Patrick déborde d'occupations « bien plus stressantes finalement que celles de chef d'entreprise », concède-t-il. Il est d'abord le président de la Berrichonne de Châteauroux, le club de football professionnel évoluant en Ligue 2. Car Patrick est un sportif dans l'âme. Les Transports Le Seyec sont d'ailleurs partenaires de la « Berri », bien sûr, mais aussi du Bourges 18, du Bourges Basket et de l'écurie automobile Signature Racing. Il est, depuis l'âge de 12 ans, un grand fan d'arts martiaux et est à l'origine de la création du club de karaté de Saint-Doulchard, où il est devenu un modèle pour les jeunes après son titre de Champion de France juniors de judo chez les moins de 80 kg en 1969. Homme de challenge, c'est pour relever celui lancé par ses enfants, qu'il accompagnait dans les concours hippiques, qu'il devient champion de France d'équitation vétérans en 1994 après s'être astreint à un programme d'entraînement intensif avec Christophe Deuquet.